# 斑翼须唇飞鱼
斑翼须唇飞鱼（学名：Cheilopogon furcatus），是飞鱼科须唇飞鱼属一种，广泛分布于北纬46度至南纬42度之间的热带和温带海域。